# Сангер (Тексас)
Сангер (енгл. Sanger) град је у америчкој савезној држави Тексас. По попису становништва из 2010. у њему је живело 6.916 становника.

## Демографија
Према попису становништва из 2010. у граду је живело 6.916 становника, што је 2.382 (52,5%) становника више него 2000. године.
| Група             | 2000.         | 2010.         |
| Белци             | 3.773 (83,2%) | 5.279 (76,3%) |
| Афроамериканци    | 138 (3,0%)    | 238 (3,4%)    |
| Азијати           | 6 (0,1%)      | 39 (0,6%)     |
| Хиспаноамериканци | 513 (11,3%)   | 1.223 (17,7%) |
| Укупно            | 4.534         | 6.916         |